# Bryan Schoen
Bryan Schoen (Saint Paul, Minnesota, 1971. szeptember 9. –) amerikai profi jégkorongozó, kapus.

## Pályafutása
Komolyabb karrierjét a Denveri Egyetemen kezdte 1989-ben és 1993-ig játszott az egyetemi csapatban. Az 1989-es NHL-drafton a Minnesota North Stars választotta ki az ötödik kör 91. helyén. Az NHL-ben sosem játszott. Az egyetem után 1993–1994-ben a CHL-es Fort Worth Fireben, az ECHL-es Louisville Icehawksban és még két ECHL-es csapatban: a Roanoke Expressben és a Toledo Stormban játszott. A következő szezont a Fort Worth Fire-ben töltötte. 1995–1996-ban szerepelt az ECHL-es Louisiana IceGatorsban, a Louisville Riverfrogsban és az IHL-es Los Angeles Ice Dogsban. 1996–1997-ben játszott a Louisiana IceGatorsben, valamint kis időre átment Európába a finn ligába (SM-liiga) a HV71 Jonkoping csapatába. A következő szezonban visszatért Amerikába a Louisiana IceGatorsbe. 1998–2000 között a WPHL-es Lake-Charles Ice Piratesben védett. 2000–2002 között az UHL-es B.C. Icemenben védte a hálót. A szezon végén visszavonult.